# Starorimska religija
Starorimska religija se sastojala od religijskih vjerovanja i obreda koje su Rimljani smatrali izvornima i temeljnima za vlastiti identitet kao zasebnog naroda, ali isto tako i mnogih raznih obreda koje su bili preuzeli od drugih naroda pod svojom vlašću. Rimljani su tako imale obrede brojnih božanstava koje su uticali na svaki aspekt prirodnog svijeta kao i ljudskog života. Uspostava tih obreda se pripisivala božanskim precima Rimljana, osnivačima, kraljevima kao i osvojenim narodima i saveznicima. Njihovi hramovi su pružali najvidljiviji i posvećeni odraz rimske povijesti i institucija.
Sudjelovanje u tradicionalnim religijskim obredima smatralo se praktičnom i moralnom potrebom u osobnom, obiteljskom i javnom životu. Rimljani su mogli prakticirati obrede bilo kog božanstva ili kombinacije božanstava sve dok to nije vrijeđalo mos maiorum ili "običaje predaka" tj. rimsku tradiciju. Dobri odnosi između smrtnika i božanstava su održavani kroz pobožnost; to je značilo ispravno obavljanje rituala i odavanja božanskih počasti, posebno u obliku žrtvovanja. Od bogova se, zauzvrat, očekivalo da pogoduju svojim vjernicima. Nepobožnost u obliku ignoriranja vjerskih dužnosti, praznovjerje i bahatost su mogli izazvati božanski bijes kako protiv pojedinca, tako i protiv države.
Svećenstvo i održavanje obreda najvažnijih božanstava se, kao i u slučaju najviših državnih funkcija, smatralo tradicionalnom povlasticom patricija, nasljednog plemstva čije je povlastice bio ustanovio sam Romul. Na početku Republike su, međutim, mnoga svećenička mjesta bila otvorena plebejcima, isto kao i političke funkcije. Neki Rimljani, i patriciji i bogati plebejci, tvrdili su da imaju božansko podrijetlo kako bi opravdali vlastiti položaj u vladajućoj klasi, za što najpoznatiji primjer pruža Julije Cezar, koji je za sebe tvrdio da potiče od boginje Venere. Obrede pojedinih rimskih domaćinstava je održavao pater familias sa svojom obitelji - što je u rimskom kontekstu označavalo ne samo obitelj, nego i robove i osobe pod svojom brigom ili zaštitom. Neka božanstva su za svećenike imala žene, a neke su služili oslobođenici i robovi. U Rimu su postojali i misterijski obredi otvoreni samo za posvećenike koji su se zakleli da neće odati njihove obrede; iz razumljivih razloga o njima danas postoji malo podataka.
Kako je Rim širio svoj utjecaj i prisustvo u mediteranskom svijetu, tako je sretao i absorbirao božanstva i obrede tražeći (i često pronalazeći) njihove ekvivalente u vlastitima ili priznajući njihovu ulogu u lokalnom identitetu i tradiciji. Neki od tih obreda su bili službeno prihvaćeni, neki tolerirani, a neki su smatrani "stranom histerijom", čarobnjaštvom ili praznovjerjem. Povremeno su se javljali pokušaji da se zatru religije koje su se smatrale prijetnjom tradicionalnom moralu ili političkom jedinstvom; za dionizijske misterije se tvrdilo da izazivaju nedopustive ispade "divljeg ponašanja"; kršćanstvo je smatrano praznovjerjem ili ateizmom; za druidizam se smatralo da uključuje žrtvovanje ljudi; judaizam se u najboljem slučaju tolerirao.
Brojni rimski obredi su objašnjavani ili opravdavani mitovima, dok su ostali bili opskurni u svojem podrijetlu ili svrsi. Svi su, međutim, pružali izvor i podlogu za teološke i filozofske spekulacije o sferi božanskog i njihovom odnosu na ljudska zbivanja. Čak i najskeptičniji pripadnici rimske intelektulalne elite kao Ciceron su priznavali nužnost religije kao oblika održavanja društvenog poretka usprkos očiglednih elemenata iracionalnog. Vjersko pravo je tako stvaralo prepreke za osobne i stranačke ambicije, a političke i društvene promjene su se morale opravdavati vjerskim izrazima. Religija je igrala važnu ulogu u političkim sukobima i građanskim ratovima kasne Republike; predstavljala je i temelj njihovog raspleta. August, nasljednik Julija Cezara, je svoj principat opravdavao kao obnovu mira, tradicije i vjerske ispravnosti. Njegovo uvođenje carskog kulta je za svrhu imalo pokazazi pobožno poštovanje tradicije te uvođenje na religiji temeljenog jedinstva i međusobne tolerancije među podanicima novopripojenih rimskih provincija. Prakticiranje tradicionalne religije je stoga ostalo kao jedan od temelja Rima, odnosno njegovog razvoja i uspjeha. Religijski noviteti su, s druge strane, bili izvor fascinacije, ali i nepovjerenja.
Do početka kasne antike su, pak, brojni stranih obredi stekli popularnost širom Carstva, uključujući misterijski obred sinkretizirane egipatske boginje Izide, te božanstava solarnog monizma kao što su Mitra i Sol Invictus, čiji se tragovi mogu pronaći čak i na dalekom sjeveru, odnosno u Britaniji.
Era kršćanske hegemonije u Rimu je počela s preobraćenjem Konstantina. Godine 391. kršćanstvo je pod Teodozijem I. postalo državna religija Rima unatoč svih drugih obreda. Počevši s patrističkim piscima 4. stoljeća raznolika vjerske prakse širom Carstva su zajednički osuđene kao "poganske", te su s vremenom transformirane, absorbirane ili potiskivane. 
Usprkos kristijanizacije Carstva, mnogi tradicionalni obredi, posebno  festivali i igre (ludi), koji su se mogli odvojiti od teoloških implikacija, su se održali kroz 4. i 5. stoljeća. Rimska religijska hijerarhija i brojni obredni aspekti su utjecali na kasnije kršćanske oblike, a mnoga pred-kršćanska vjerovanja i prakse su očuvana kroz kršćanske svetkovine i lokalne tradicije.